# Ernst von Österreich (1553–1595)

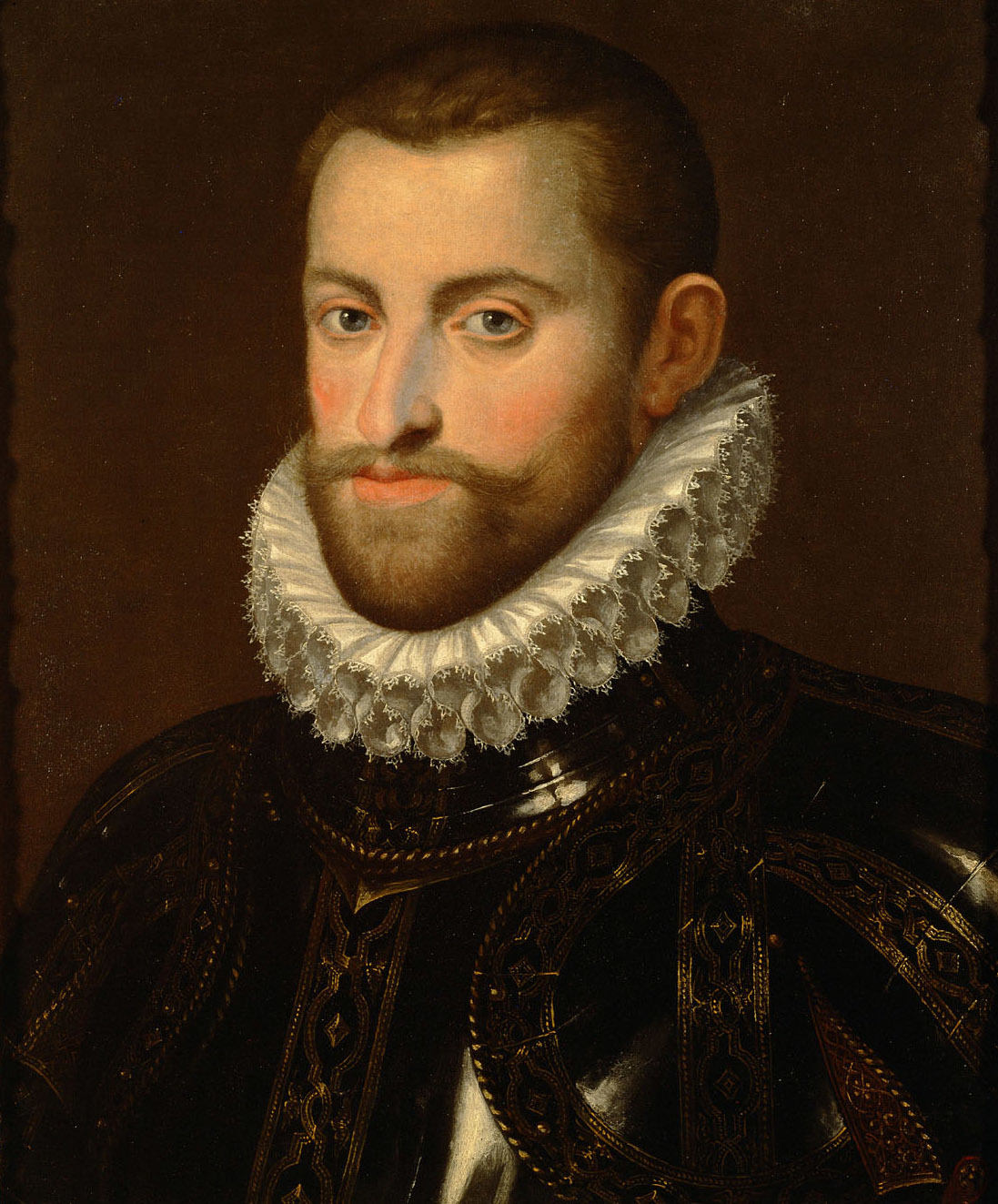
Martino Rota, Erzherzog Ernst von Österreich, Statthalter der spanischen Niederlande

Ernst von Österreich

Ernst (III.) von Habsburg, Erzherzog von Österreich (* 15. Juni 1553 in Wien; † 20. Februar 1595 in Brüssel), war Statthalter (Regent) von Niederösterreich, (in Vormundschaft) in Innerösterreich, und dann der Niederlande.

## Leben
Ernst war der zweite Sohn des Kaisers Maximilian II. und somit der jüngere Bruder von Kaiser Rudolf II. Er gilt als einzige Vertrauensperson des Kaisers und war als dessen Nachfolger vorgesehen.
1572 bemühte sich das Haus Habsburg darum, die Krone des Königreichs Polen-Litauen zu erringen, nachdem in diesem die Wahlmonarchie eingeführt worden war. Als Kandidat der Habsburger bei der Freien Wahl aufgestellt, bei der insgesamt fünf Kandidaten angetreten waren, unterlag Ernst jedoch dem französischen Kandidaten Heinrich von Valois.
1590 wurde ihm die Vormundschaft über den jungen Erzherzog Ferdinand von Innerösterreich übertragen, womit er auch dort Regent wurde. 1592 erlitt er in Ungarn durch die Türken eine Niederlage.
Im selben Jahr vertraute ihm König Philipp II. von Spanien die Regierung der Niederlande an, doch traf Ernst in Brüssel erst 1594 ein, wo er schon Anfang 1595 verstarb.
Seine Statthalterschaft in den Niederlanden war zu kurz, um irgendeine politische Bedeutung zu erlangen, ist jedoch für die Geschichte der Habsburgischen Sammlungen relevant, da er in den Niederlanden auf Pieter Bruegel aufmerksam wurde und ihn seinem Bruder empfahl. Dies ist der Grundstock der Bruegelsammlung des Kunsthistorischen Museums in Wien. Erzherzog Ernst war ein Verfechter der Gegenreformation, wurde deswegen von König Philipp II. und von Papst Sixtus V. geehrt, hatte aber in keinem der Gebiete, die er regierte, nachhaltigen Erfolg.